# تپه مرزی
تپه مرزی مربوط به دوره اشکانیان و دوره ساسانیان و سده‌های اولیه دوران‌های تاریخی پس از اسلام است و در شهرستان گرمی، بخش موران، دهستان آزادلو، روستای کمرقیه واقع شده و این اثر در تاریخ ۱۲ دی ۱۳۸۶ با شمارهٔ ثبت ۲۰۳۱۷ به‌عنوان یکی از آثار ملی ایران به ثبت رسیده است.